# Peter Möller (kapten)
Peter August Möller, född 11 april 1858 i Flo socken, död 4 april 1951 i Stockholm, var en svensk afrikaresande och en framstående jägare.

## Militär karriär
Möller blev 1890 underlöjtnant vid Västgöta-Dals regemente och 1896 kapten samt tog 1897 avsked med tillstånd att kvarstå som kapten i regementets reserv (till 1908). 

## Jakt och resor
Möller var i Kongoassociationens tjänst mellan 1883 och 1886, först som stations-, sedermera som distriktschef och grundlade bland annat stationen Matadi. Han jagade främst elefanter.
Åren 1895-1896 företog han en expedition genom Angola och Namibia. Sina erfarenheter i Afrika har han skildrat i första delen av Tre år i Kongo (1887) och Resa i Afrika genom Angola, Ovampo och Damaraland (1899). Bland annat ägnade han sig åt jakt på afrikansk buffel.
Åren 1898-1913 satt han i styrelsen för Skidfrämjandet och var en pionjär bland de svenska fjällen. Han ledde skidfärder för skolungdom till Dalarna 1903 och 1904. Han har författat Om skidlöpning (1909).
Åren 1899 och 1900 reste Möller genom Syd- och Mellanamerika. 1901-1902 färdades han till häst två gånger över Pampas och Anderna.
Han fällde fem björnar vid en björnjakt i Karelen 1903.
Han anlade en kaffeplantage i Kenya i Brittiska Östafrika 1911. Under åren 1910-1914 i Östafrika ägnade han sig åt jakt på lejon och noshörning.
Han återvände 1926, vid 70 års ålder, till Afrika och köpte kaffeplantager i Tanganyika. Han besteg Kilimanjaro 1928. Toppen nåddes efter fyra dagars vandring från platån Maranga.

## Familj
Peter Möller var son till grosshandlaren Peter Möller och Augusta Cneiff. Han var första gången gift med Rosa Wall, dotter till Dagens Nyheters grundare Rudolf Wall, och andra gången med Vendela Schmidt. Hans syster gifte sig med upptäcktsresanden Edde Gleerup.